# Andrena spiraeana
Andrena spiraeana är en biart som beskrevs av Robertson 1895. Andrena spiraeana ingår i släktet sandbin, och familjen grävbin. Inga underarter finns listade i Catalogue of Life.

## Bildgalleri

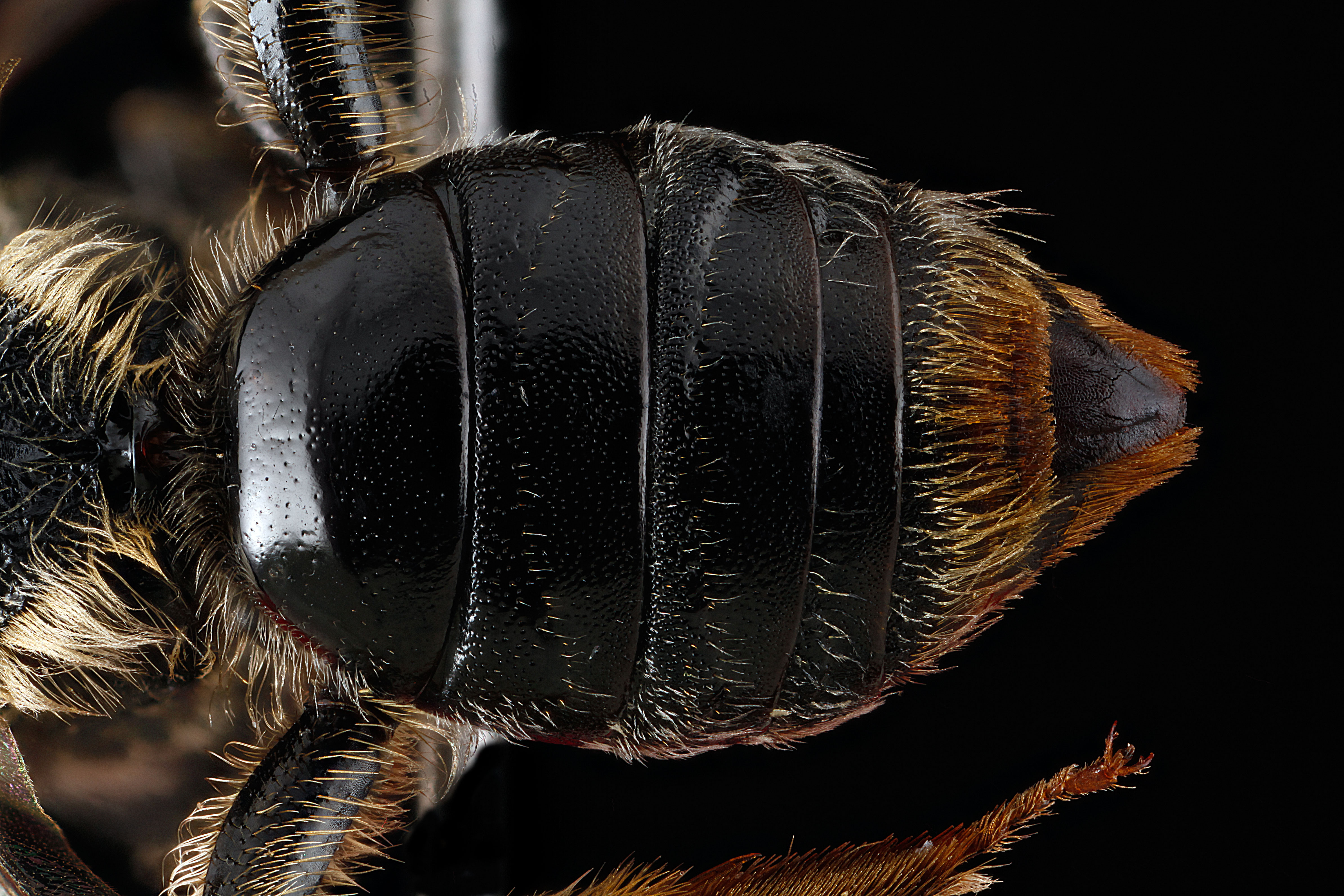